# Апаратні засоби захисту інформаційних систем
Апаратні засоби захисту інформаційних систем — засоби захисту інформації та інформаційних систем, реалізованих на апаратному рівні. Дані засоби є необхідною частиною безпеки інформаційної системи, хоча розробники апаратури зазвичай залишають вирішення проблеми інформаційної безпеки програмістам.
Ця проблема привернула увагу багатьох фірм, у тому числі і таких як Intel. У 80-х роках була розроблена система 432. Але проект спіткала невдача. Можливо, саме після невдачі «гранда» інші фірми відмовилися від цієї ідеї.
Завдання апаратного захисту обчислень було вирішено радянськими розробниками створенням обчислювального комплексу Ельбрус 1. В основі — лежить ідея контролю типів на всіх рівнях системи, в тому числі і на апаратному. Й основна заслуга розробників в планомірній її реалізації.

## Загальна модель захищеної системи
Розробниками Ельбруса була запропонована наступна модель захищеної інформаційної системи
.
Інформаційну систему в загальному випадку можна представити, як інформаційний простір та обслуговуюче його й обробляючий пристрій. Обчислення розбиваються на окремі обчислювальні модулі, розташовані в інформаційному просторі. Схему реалізації обчислень можна представити наступним чином:  пристрій, який обробляється, під керівництвом програми може звертатися до цього простору, читаючи й редагуючи його.
Для опису системи введемо поняття
- вузол
- посилання
- контекст програми

Вузол — осередок даних довільного обсягу разом з посиланням на неї з обробного пристрою.
Посилання не тільки описує дані, але і містить усі права доступу до них. Система повинна забезпечувати контроль над тим, щоб в операціях, які використовують посилання, не були використані дані інших типів, а в операціях з аргументами інших типів — посилання не могли бути модифіковані.
Контекст програми — безліч всіх доступних даних для обчислень в конкретному модулі.

### Базова функціональність моделі захищеної інформаційної системи
Створення сайту довільного об'єму для зберігання даних
Після появи новий вузол повинен бути
- порожній
- доступний тільки даному пристрою, який обробляє, і тільки через дане посилання

Видалення вузла.
- спроба використання посилань на віддалені вузли повинна призводити до системних переривань

Зміна контексту або зміна процедури, яка виконується  пристроєм для обробки.
Новий контекст складається з трьох частин:
- глобальні змінні, передані по посиланню зі старого контексту
- частина, передана копіюванням значення (параметри)
- локальні дані, створені в новому модулі[1].

Загальні методи та вимоги до перемикання контексту:
- Ідентифікація нового контексту (наприклад, особливе посилання на нього, що дозволяє лише перемикатися між контекстами)
- Безпосередньо перемикання контексту (виконання старого коду після перемикання контексту заборонено, виходячи з принципів захищеності)
- Операції формування посилання або іншої структури для ідентифікації та перемикання контексту

Реалізації можуть бути різними (в тому числі і без особливих посилань), але повинні бути витримані основні принципи:
- точки входу в контекст формуються всередині самого цього контексту
- ця інформація робиться доступною для інших контекстів
- код і контекст перемикаються одночасно

### Аналіз моделі
1. Захищеність системи базується на наступних принципах:
  - доступ до сайту має тільки модуль, який створив його, якщо тільки він добровільно не передасть посилання ще кому-небудь

  - безліч даних, доступних модулю, в будь-який момент часу строго контролюється контекстом
2. В результаті захист гранично суворий, але він не обмежує можливості програміста. Різні модулі, що не перетинаються, можуть працювати в одній програмі, викликаючи один одного і обмінюючись даними. Для цього досить, щоб кожен з них містив особливе посилання для перемикання контексту на інший.
3. Побудована система значно спрощує пошук і виправлення помилок завдяки суворому контролю типів. Наприклад, спроба змінити посилання відразу призведе до апаратного переривання в місці помилки. Після чого її легко можна відстежити й виправити.
4. Забезпечується модульність програмування. Неправильна робота програми ніяк не вплине на інші. «Зіпсований» модуль може лише видати невірні результати.
5. Для використання системи від програміста не потрібно додаткових зусиль. Крім того, при написанні програми під таку модель вже немає необхідності додатково обумовлювати права доступу, способи їх передачі і т. д[1].

## Архітектура Ельбрус
В архітектурі Ельбрус для розмежування типів даних разом з кожним словом у пам'яті зберігається його тег.
По тегу можна визначити, чи є дане слово посиланням або належить до якого-небудь спеціального типу даних.